# Alina Hrosu
Alina Hrosu (ukrainska: Аліна Михайлівна Гросу, Alina Michajlivna Hrosu), född 8 juni 1995 i Tjernivtsi, är en ukrainsk sångerska. Hon släppte sitt första album år 2000.

## Biografi
Hrosu föddes i staden Tjernivtsi i Tjernivtsi oblast i västra Ukraina år 1995. År 2000 släppte hon sitt debutalbum, Razom zi mnoju. 2007 deltog hon i Ukrainas uttagning till Junior Eurovision Song Contest 2007 med låten "Arena" (Арена). I den nationella finalen slutade hon på andra plats, bakom Ilona Halytska. Efter att hon blivit mer känd i Ukraina flyttade hon till huvudstaden Kiev.
Hrosu har även deltagit i musiktävlingen Slavianskij Bazaar i vitryska Vitsebsk.
2013 deltog hon i Ukrainas uttagning till Eurovision Song Contest 2013 med låten "Let Go". Hon tog sig till finalen där hon fick startnummer 13, efter Ana Stesia och före Dasja Medova. I finalen fick hon 13 poäng av juryn och 16 poäng (femte högsta) av tittarna vilket ledde till totalt 29 poäng och en sjätteplats av 19 deltagare. Vann gjorde Zlata Ohnevytj med "Gravity" på 40 poäng. Hrosu släppte även en officiell musikvideo till låten.

## Diskografi
- 2000 – Razom zi mnoju (Vmeste so mnoj)
- 2002 – Bdzjilka (Ptjolka)
- 2004 – More volnujetsja
- 2006 – Ja kochana donetjka (Ja ljubimaja dotjenka)
- 2008 – Chotju sjalyt
- 2007 – Na 19 etazje
- 2010 – Melom na asfalte
- 2012 – Vzroslaja
- 2018 – Bas